# Diplectrona tricolor
Diplectrona tricolor är en nattsländeart som beskrevs av Banks 1937. Diplectrona tricolor ingår i släktet Diplectrona och familjen ryssjenattsländor. Inga underarter finns listade i Catalogue of Life.